# شاهنامه سلجوقیان
شاهنامهٔ سلجوقیان اثری از احمد بن محمد الطوسی ملقب به قانعی می‌باشد که در قرن هشتم ه‍.ق تألیف شده‌است. این شاهنامه همچون دیگر آثار معاصر خویش، به تاریخ ایران باستان، تاریخ پیامبران و دوره‌های مختلف تاریخ اسلام به‌طور مفصل پرداخته‌است و پس از شرح غزنویان و سلجوقیان بزرگ، به تاریخ سلجوقیان آناتولی پرداخته و آگاهی‌های وسیعی در این زمینه ارائه کرده‌است.